# Tito Rodríguez
Pablo Rodríguez Lozada (Santurce; 4 de enero de 1923; - Nueva York; 28 de febrero de 1973), más conocido artísticamente como Tito Rodríguez, fue un cantautor, músico y director de orquesta puertorriqueño.

## Biografía
Pablo “Tito” Rodríguez nació en Santurce, Puerto Rico fue el sexto de los ocho hijos del matrimonio formado por el dominicano José Rodríguez Fuentes y la cubana Severina Lozada Aguilera. Desde su infancia, mostró gran interés en la música y ya en su niñez organizó e integró el conjunto Sexteto Nacional, junto a su amigo desde ese tiempo, el músico Mariano Artau. Luego, a los 13 años integró el "Conjunto Típico Ladí", también denominado "Conjunto de Industrias Nativas" que dirigía el músico Ladislao Martínez, con la cual grabó junto a Rafael Castro, también integrante del grupo, su primer tema, la danza "Amor perdido", de la autoría de Martínez en 1939 para RCA Victor. Ese año, se vincula al grupo "Cuarteto Mayarí" junto con los guitarristas Manuel Jiménez y Francisco "Paquito" Sánchez y el trompetista Plácido Acevedo, quien fungía como director del grupo. Tito tocaba las maracas y hacía la segunda voz en el conjunto, experiencia que nunca fue grabada pues permaneció solo cuatro meses con el grupo.
La isla de Puerto Rico pasaba en ese momento por una situación económica difícil influenciada por la Gran Depresión estadounidense; por lo que Tito escribió a su hermano, el músico y cantante Juan de Capadocia Rodríguez Lozada, conocido artísticamente como Johnny Rodríguez, quien residía en Nueva York desde 1935, expresándole su deseo de marcharse. Había concluido sus estudios de bachillerato y sus padres habían fallecido, lo que precipitó su partida.

## En Nueva York
En 1939, Tito Rodríguez, con 16 años de edad, llegó a Nueva York esperanzado en trabajar como cantante y trazar su propia ruta musical. En un principio hizo apariciones en la orquesta de su hermano Johnny y poco después logró cantar con el Cuarteto Marcano, con el cual grabó sus primeros discos en Nueva York, aunque nunca formó parte de esta agrupación. Luego, integró la agrupación musical cubana Cuarteto Caney que dirigía el músico cubano Fernando Storch y tras una pasantía breve por las orquestas de Enric Madriguera y Xavier Cugat como cantante y percusionista, presta en 1945 el servicio militar obligatorio en el ejército estadounidense.
Al licenciarse del ejército, el pianista y compositor cubano José Curbelo reclutó a Rodríguez como cantante y músico para su orquesta. Ese año, mientras la banda de Curbelo actuaba en el club nocturno "China Doll", Rodríguez conoció a una corista estadounidense-japonesa apodada Tobi Kei, cuyo nombre verdadero era Takeku Kunimatsu, con quien se casó el día 23 de agosto de 1948 y tendría a sus hijos Tito (nacido el 20 de febrero de 1955) y Cindy Rodríguez (1948). Este matrimonio duró hasta el fallecimiento del artista.
Como anécdota de esta época, se cuenta que un día de 1948, Rodríguez pidió permiso a José Curbelo para atender a su esposa enferma, pero realmente el cantante estaba tomando licor en un bar. Al saberlo, Curbelo lo despidió y Tito estuvo desempleado largo tiempo. Después dirigió un quinteto de corta duración y en 1948 funda la orquesta "Mambo Devils" (Diablos del Mambo). Con esta orquesta, en pleno auge del mambo, Rodríguez rivaliza con las orquestas de Tito Puente y con la orquesta "Afrocubans" del músico cubano Francisco Raúl Gutiérrez Grillo, apodado artísticamente Machito. 
Pronto Tito Rodríguez fue influenciado, como tantos otros cantantes, por el estilo del vocalista cubano Miguelito Valdés. Con el tiempo desarrolló su propio estilo. Firma su primer contrato de grabación con la disquera Tico Records, la cual le obliga a cambiar el nombre de su orquesta, el cual pasó a ser "Los Lobos del Mambo". Para entonces, había iniciado estudios en la escuela de música Juilliard Musical Conservatory tomando clases de percusión, vibráfono y xilófono.
Buscando nuevos mercados para su música, Rodríguez firma en 1953 un nuevo contrato con la empresa transnacional RCA Víctor y su banda pasa a llamarse formalmente "Tito Rodríguez y su Orquesta". Años después de su muerte, Sony Music Entertainment, poseedora del catálogo de RCA Victor, reeditó en formato CD las cintas de estas grabaciones. 
En 1955, Tito Rodríguez se percata de que el atrilero de su banda en ese tiempo, su compatriota Cheo Feliciano, tenía talento para ser cantante y percusionista. Gracias a ello, Rodríguez le ofrece la oportunidad de cantar junto a su orquesta en el club nocturno neoyorquino, hoy desaparecido, "Palladium". Feliciano sale airoso de la prueba y Rodríguez le recomienda al músico Joe Cuba su inclusión en su sexteto, con lo que inicia su carrera en forma independiente.
En 1957, renuncia a su contrato con RCA Víctor y firma nuevamente contrato con Tico Records, para producir solamente tres álbumes en LP. En 1960 hace un nuevo contrato con la división discográfica de la empresa cinematográfica United Artists, en el cual puso como condición que él sería el único líder de banda musical latino que grabaría para la compañía. Su primer álbum con este sello, titulado "Live at the Palladium", constituyó un éxito que fue empañado solo por la continua rivalidad con el músico estadounidense Tito Puente, la cual nació mientras ambos trabajaban con la orquesta de José Curbelo. A la orquesta es incorporada la bailarina cubana Martha Correa, quien tocaba las maracas y aparecía en la portada de los discos junto a Rodríguez. En junio de 1962, Rodríguez y su banda grabaron Back Home in Puerto Rico durante una estadía de dos semanas en la isla. Su regreso fue marcado por recepciones oficiales de gobierno y amplia cobertura por los medios noticiosos. 
Trató de establecerse con una revista musical en la ciudad estadounidense de Las Vegas lo cual le ocasionó una gran pérdida económica. En 1963 graba junto a su orquesta un nuevo disco en vivo esta vez dedicado al Jazz Latino en el club neoyorquino Birdland. Este álbum, titulado Live at Birdland incluyó la colaboración de los músicos estadounidenses de jazz Bob Brookmeyer, Al Cohn, Bernie Leighton, Zoot Sims y Clark Terry. Pero ese año, a causa de un veto artístico que le impedía actuar con sus músicos, Tito Rodríguez asumió el reto de cambiar radicalmente de estilo, al menos por ese momento, al interpretar boleros con acompañamiento de una orquesta de cuerdas, cuando los boleristas tradicionales no estaban en su mejor momento. La disquera puso el talento de Rodríguez en manos del músico, compositor, arreglista y director de orquesta estadounidense Alvin "Leroy" Holmes quien había tenido acercamientos a la música romántica latinoamericana. De esta colaboración, nace el álbum "From Tito Rodríguez with Love" (De Tito Rodríguez con amor) un auténtico éxito de ventas, que incluyó la canción "Inolvidable" del músico cubano Julio Gutiérrez. Este éxito inicial como bolerista, hace que años después de su muerte se le conociera como "El Inolvidable". La alianza entre Rodríguez y Holmes produjo unos nueve LP con interpretaciones que iban del género del bolero a la balada. En 1964, Rodríguez firma con la empresa estadounidense Musicor Records, que dependía para la distribución de su música de la anterior empresa. Inicia esta etapa con el álbum Carnival of the Americas, alterna sus álbumes de música bailable y boleros con Leroy Holmes y la inclusión como invitado, en uno de ellos, del pianista cubano José Melis.
Los malos contratos de negocios y la controversia con sus músicos sobre el salario, le hicieron disolver su orquesta y mudarse a Puerto Rico en 1966. Cuando la compañía matriz de United Artists adquirió uno de los canales de televisión de Puerto Rico, Tito inició en dicho canal su propio programa en el cual aparecieron como invitadas diversas estrellas estadounidenses como Shirley Bassey, Tony Bennett y Sammy Davis Jr.. Rodríguez pensó que como a él se le consideraba Nuyorican (neoyorquino de ascendencia puertorriqueña) no podría recibir algún premio por su programa. 
Sintiendo el rechazo de sus compatriotas, Rodríguez regresa a Estados Unidos, concluye su contrato con Musicor Recods para volver con United Artists Latino. El álbum "Estoy Como Nunca" marca este regreso a los escenarios de Nueva York. Por último, grabaría su disco El Doctor en el cual fue incluido el tema Esa Bomba, su última canción sobre la rivalidad que sostuvo con Tito Puente. En 1967, durante la grabación de uno de sus programas, Rodríguez tuvo uno de los primeros síntomas de la leucemia, de la cual fallecería. 
En 1971, Rodríguez inició su labor como empresario discográfico con su propia empresa discográfica denominada TR Records. Enseguida viaja al Reino Unido, para grabar con músicos de aquel país su primer álbum en esta nueva etapa, titulado Inolvidable (Unforgettable) en el cual reeditó su famoso éxito de 1964 ya mencionado. A los boleros tradicionales contenidos en este LP, sumó canciones de corte innovador como Amor No Es Solo Sexo. Durante el espacio entre las sesiones de grabación, en Londres, le fue confirmado que padecía de leucemia aunque insistió en mantener en secreto su enfermedad. Realiza un álbum al lado del orquestador Louie Ramírez, en lo que sería su última grabación en colaboración con otro artista. En un momento, hasta ahora indeterminado, Rodríguez grabó 10 temas en idioma inglés para su empresa, pero este trabajo no vería la luz pública, sino tres años después de su muerte y fue titulado "You've Made Me So Very Happy".
En el año 1972 Rodríguez celebra sus 25 años de actividad como vocalista, aunque tenía más años en el medio artístico, con un espectáculo titulado 25th Anniversary Perfomance (Presentación del 25.º Aniversario), el cual presentó en el Club "El Tumi" de Lima, donde se realizó su última grabación en vivo con el acompañamiento de la orquesta del músico peruano Lucho Macedo. Este álbum, que incluyó sus éxitos de finales de los años 50 y los 60, fue presentado al público en enero de 1973 y despertó comentarios acerca de que esto fuera una despedida. 
Desoyendo el consejo de guardar reposo, Rodríguez realizó su última presentación con la orquesta de su colega, el director de orquesta cubano Francisco Raúl Gutiérrez Grillo "Machito" en el Madison Square Garden el 2 de febrero de 1973. Este espectáculo redujo aún más la vitalidad del cantante, por lo que debió ser hospitalizado a mitad de función. Finalmente, negándose a comer, perdió la batalla contra su enfermedad y, 26 días después, el 28 de febrero de 1973, Rodríguez falleció de leucemia en los brazos de su esposa. Sabiendo su cercano final, a petición del cantante, sus restos fueron llevados a Puerto Rico y fueron velados en una ceremonia que congregó a varios colegas suyos, entre ellos su antiguo rival, Tito Puente. Luego, sus restos fueron cremados y depositados en una urna junto a los de su esposa, quien falleció en 1984.

## Homenajes
Cuando el músico dominicano Johnny Pacheco formó la orquesta de salsa y jazz latino Fania All Stars invitó a Tito Rodríguez a tomar parte en la grabación de su primer álbum, lo cual declinó por su estado anímico, debido a la enfermedad que padecía. Es, sin embargo, esta misma orquesta la que le rindió el primer tributo discográfico, en el año 1976. Posteriormente, Danny Rivera, compatriota de Rodríguez, grabó un LP en homenaje suyo que incluyó un dúo con la voz de este. Igualmente, Chucho Avellanet cuya carrera de bolerista fue impulsada por el éxito de Tito Rodríguez, de quien era amigo personal, grabó otro álbum de homenaje.
Pero en 1993, al cumplirse 20 años de su desaparición, la empresa discográfica venezolana Palacio de la Música y la estadounidense West Side Latino, poseedora, en la época, del catálogo de United Artists Latino Records y el de música latina de Musicor Records, concibieron la idea de sustituir el acompañamiento original con orquesta de estudio en los éxitos románticos de Rodríguez con un conjunto de voces y guitarras, escogiéndose para este fin a la Rondalla Venezolana. Esto fue posible, al ser halladas las cintas multipistas originales que contenían la voz del artista grabada en forma separada del acompañamiento. De esta idea surgió el álbum "Eternamente", grabación de gran éxito a la que se sumó "Nuevamente Juntos" en 1999. Estos homenajes se basaron en el deseo que tuvo Rodríguez, jamás cumplido, de grabar con grupos de guitarras. 
También en 1993, el cantante de salsa Gilberto Santa Rosa realizó otro álbum titulado A dos tiempos de un tiempo con nuevas versiones de boleros y salsa realizadas años atrás por Rodríguez, además de un tema especial dedicado al artista y otro a dúo con su voz. Finalmente, en el año 2003 la compañía discográfica puertorriqueña Disco Hit retomó la idea de grabar la voz de Tito Rodríguez con guitarras y edita el álbum El Inolvidable: boleros, voces y guitarras.

## Discografía[8][9]
Esta discografía está incompleta, puesto que no se toma en cuenta lo publicado en discos de 78 rpm, antes de la existencia del formato LP. Algunos de los años de producción son estimados, ya que no se acostumbraba a imprimirlos en las etiquetas de los discos.

### Discografía Original
| Año de publicación | Título                                                               | Discográfica                            |
| 1952               | Mambos, Volume 1                                                     | Tico Records (EE. UU.)                  |
| 1952               | Mambos, Volume 2                                                     | Tico Records (EE. UU.)                  |
| 1952               | Mambos, Volume 3                                                     | Tico Records (EE. UU.)                  |
| 1952               | Mambos, Volume 4                                                     | Tico Records (EE. UU.)                  |
| 1952               | Mambos, Volume 5                                                     | Tico Records (EE. UU.)                  |
| 1953               | Mambos, Volume 6                                                     | Tico Records (EE. UU.)                  |
| 1955               | Mambo Madness                                                        | Tico Records (EE. UU.)                  |
| 1955               | Tito Rodríguez y el mambo                                            | RCA Víctor (EE. UU.)                    |
| 1957               | Three loves have I                                                   | RCA Víctor (EE. UU.)                    |
| 1957               | Wa-Pa-Cha                                                            | Tico Records (EE. UU.)                  |
| 1958               | Latin Jewels                                                         | Tico Records (EE. UU.)                  |
| 1958               | Señor Tito Rodríguez                                                 | Tico Records (EE. UU.)                  |
| 1960               | Tito Rodríguez Live at the Palladium                                 | United Artists Latino Records (EE. UU.) |
| 1961               | West Side Beat                                                       | United Artists Latino Records (EE. UU.) |
| 1961               | Charanga Pachanga                                                    | United Artists Latino Records (EE. UU.) |
| 1962               | Latin Twist                                                          | United Artists Latino Records (EE. UU.) |
| 1962               | Back Home In Puerto Rico                                             | United Artists Latino Records (EE. UU.) |
| 1963               | Let's Do the Bossa Nova                                              | United Artists Latino Records (EE. UU.) |
| 1962               | Motion Picture Themes: Cha Cha Cha                                   | United Artists Latino Records (EE. UU.) |
| 1963               | Live At Birland                                                      | United Artists Latino Records (EE. UU.) |
| 1963               | From Hollywood                                                       | United Artists Latino Records (EE. UU.) |
| 1963               | In Puerto Azul, Venezuela                                            | United Artists Latino Records (EE. UU.) |
| 1963               | From Tito Rodríguez With Love                                        | United Artists Latino Records (EE. UU.) |
| 1964               | From Tito Rodríguez with Love                                        | United Artists Latino Records (EE. UU.) |
| 1964               | More Amor                                                            | United Artists Latino Records (EE. UU.) |
| 1964               | Tito Tito Tito                                                       | United Artists Latino Records (EE. UU.) |
| 1964               | Carnival of the Americas                                             | Musicor Records (EE. UU.)               |
| 1965               | I'll Always Love You                                                 | Musicor Records (EE. UU.)               |
| 1965               | My Heart Sings For You                                               | Musicor Records (EE. UU.)               |
| 1965               | La Romántica Voz De Tito Rodríguez, El Piano Artístico De José Melis | Musicor Records (EE. UU.)               |
| 1966               | In Buenos Aires                                                      | Musicor Records (EE. UU.)               |
| 1966               | Tito n.º 1                                                           | Musicor Records (EE. UU.)               |
| 1967               | En Escenario                                                         | Musicor Records (EE. UU.)               |
| 1967               | En La Oscuridad                                                      | Musicor Records (EE. UU.)               |
| 1967               | Los Grandes Éxitos de Tito Rodríguez                                 | Musicor Records (EE. UU.)               |
| 1967               | En Puerto Rico                                                       | Musicor Records (EE. UU.)               |
| 1968               | Instrumentales a la Tito                                             | Musicor Records (EE. UU.)               |
| 1968               | Big Band Latino                                                      | Musicor Records (EE. UU.)               |
| 1968               | Este Es Mi Mundo                                                     | Musicor Records (EE. UU.)               |
| 1968               | Yo Soy Tu Enamorado                                                  | United Artists Latino Records (EE. UU.) |
| 1968               | Estoy Como Nunca                                                     | United Artists Latino Records (EE. UU.) |
| 1968               | El Doctor                                                            | United Artists Latino Records (EE. UU.) |
| 1969               | Mi Razón: Amarte                                                     | United Artists Latino Records (EE. UU.) |
| 1969               | Algún Lugar Bajo El Sol                                              | United Artists Latino Records (EE. UU.) |
| 1970               | Tito Rodríguez TV Show                                               | United Artists Latino Records (EE. UU.) |
| 1970               | Esto Sí Está En Algo                                                 | United Artists Latino Records (EE. UU.) |
| 1971               | Tito Dice...¡Sepárala También!                                       | Tico Records (EE. UU.)                  |
| 1971               | Unforgetable (Inolvidable)                                           | TR Records (EE. UU.)                    |
| 1971               | Palladium Memories                                                   | TR Records (EE. UU.)                    |
| 1972               | Tito Rodríguez y Louie Ramírez En Algo Nuevo                         | TR Records (EE. UU.)                    |
| 1972               | En La Soledad                                                        | TR Records (EE. UU.)                    |
| 1972               | 25th Anniversary Performance                                         | TR Records (EE. UU.)                    |
| 1973               | T.V. Show                                                            | TR Records (EE. UU.)                    |
| 1975               | You've Made Me So Very Happy                                         | TR Records (EE. UU.)                    |

### Reediciones y Compilaciones
| Año de publicación | Título                                                                             | Discográfica                            |
| 1972               | Nostalgia Con Tito Rodríguez                                                       | Tico Records (Estados Unidos)           |
| 1973               | Me Lo Dijo Adela                                                                   | RCA Records (EE. UU.)                   |
| 1973               | Ronda Musical Sudamericana                                                         | United Artists Latino Records (EE. UU.) |
| 1992               | Ésta Es Mi Orquesta                                                                | West Side Latino Records (EE. UU.)      |
| 1992               | Los Grandes Éxitos De Tito Rodríguez                                               | West Side Latino Records (EE. UU.)      |
| 1993               | The Best of Tito Rodríguez, Vol. 1                                                 | BMG US Latin (EE. UU.)                  |
| 1993               | The Best of Tito Rodríguez, Vol. 2                                                 | BMG US Latin (EE. UU.)                  |
| 1993               | Tito Rodríguez: Lo inédito                                                         | West Side Latino Records (EE. UU.)      |
| 1993               | Mambo, Cha Cha Cha y Rumba                                                         | Saludos Amigos (Italia)                 |
| 1994               | The Best of Tito Rodríguez, Vol. 3                                                 | BMG US Latin (EE. UU.)                  |
| 1999               | Nostalgia Con Tito Rodríguez                                                       | Déclic Communication (Francia)          |
| 2008               | Reliquias de Tito Rodríguez                                                        | TTH Records (EE. UU.)                   |
| 2008               | Tito Rodríguez y Louie Ramírez En Algo Nuevo                                       | TTH Records (EE. UU.)                   |
| 2009               | Mambo Gee Gee                                                                      | Fresh Sound Records (EE. UU.)           |
| 2009               | Los Grandes Éxitos De Tito Rodríguez                                               | Código Music-Fania (EE. UU.)            |
| 2009               | La Voz Romántica De Tito Rodríguez, El Piano Artístico De José Melis: Tu Felicidad | Código Music-Fania (EE. UU.)            |
| 2009               | Back Home In Puerto Rico                                                           | Código Music-Fania (EE. UU.)            |
| 2009               | Carnival Of The Americas                                                           | Código Music-Fania (EE. UU.)            |
| 2009               | Tito Rodríguez, El Inolvidable                                                     | Código Music-Fania (EE. UU.)            |
| 2009               | Live At Birdland                                                                   | Código Music-Fania (EE. UU.)            |
| 2010               | Greatest Hits                                                                      | Código Music-Fania (EE. UU.)            |
| 2011               | Palladium Memories                                                                 | Disco Hit (Puerto Rico)                 |
| 2012               | Anthology                                                                          | Código Music-Fania (EE. UU.)            |

### Homenajes discográficos
| Año de publicación | Título                            | Artista principal                       | Discográfica                                                        |
| 1976               | Tribute to Tito Rodríguez         | Fania All Stars                         | Fania Records (EE. UU.)                                             |
| 1980               | Recordando a Tito Rodríguez       | Chucho Avellanet                        | Velvet (Puerto Rico)                                                |
| 1986               | A Mi Me Pasa lo Mismo Que A Usted | Danny Rivera                            | D.N.A. (Puerto Rico)                                                |
| 1992               | A Dos Tiempos De Un Tiempo        | Gilberto Santa Rosa                     | Sony Discos (EE. UU.)                                               |
| 1993               | Eternamente                       | Tito Rodríguez y La Rondalla Venezolana | Palacio de la Música (Venezuela)-West Side Latino Records (EE. UU.) |
| 1995               | Alma con Alma                     | Cindy y Tito Rodríguez:                 | Palacio de la Música (Venezuela)                                    |
| 1999               | Nuevamente Juntos                 | Tito Rodríguez y La Rondalla Venezolana | Palacio de la Música (Venezuela)-West Side Latino Records (EE. UU.) |
| 1999               | Recordando a Tito Rodríguez (CD)  | Chucho Avellanet                        | Disco Hit (Puerto Rico)                                             |
| 1999               | Inolvidable Tito                  | Danny Rivera                            | Disco Hit (Puerto Rico)                                             |